# ريوجي ميتشيكي
ريوجي ميتشيكي (路木龍次) (ولد 25 أغسطس 1973) هو لاعب كرة قدم ياباني، شارك في دورة الألعاب الاولمبية الصيفية عام 1996 في أتلانتا، جورجيا، الولايات المتحدة الأمريكية.

## روابط خارجية
1. ↑  "Ryuji Michiki Biography and Statistics". Sports Reference. مؤرشف من الأصل في 2017-07-01. اطلع عليه بتاريخ 2009-07-24.

- ريوجي ميتشيكي على موقع الاتحاد الدولي (مؤرشف)  (الإنجليزية)
- ريوجي ميتشيكي على موقع رابطة كرة القدم اليابانية للمحترفين (اليابانية)
- ريوجي ميتشيكي على موقع قاعدة بيانات كرة القدم.إي يو (الإنجليزية)
- ريوجي ميتشيكي على موقع ناشيونال فوتبول تيمز (الإنجليزية)
- ريوجي ميتشيكي على موقع عالم كرة القدم.نت (الإنجليزية)
- ريوجي ميتشيكي على موقع أوليمبيديا (الإنجليزية)